# Maksat Dschakybalijew
Maksat Dschakybalijew (kirgisisch Максат Жакыбалиев; * 18. Februar 2000 in Bischkek) ist ein kirgisischer Fußballspieler.

## Karriere
Dschakybalijew spielte von Oktober 2018 bis Juni 2019 in der U21-Mannschaft des türkischen Erstligisten Sivasspor. Mit Sivasspor spielte er achtmal in der U21-Süper Lig. Nach Saisonende war er bis Anfang 2020 vertrags- und vereinslos. Ende Februar 2020 ging er nach Singapur. Hier unterschrieb er einen Vertrag beim Erstligisten Hougang United. Bisher stand er 13-mal in der ersten Liga auf dem Spielfeld.